# Echium lemsii
Echium lemsii là loài thực vật có hoa trong họ Mồ hôi. Loài này được G.Kunkel mô tả khoa học đầu tiên năm 1976 publ. 1977.